# Louise Jöhncke
Louise Jöhncke-Tjärnqvist (Stockholm, 31 juli 1976) is een voormalig topzwemster uit Zweden, die tweemaal deelnam aan de Olympische Spelen: Atlanta (1996) en Sydney (2000). 
Haar grootste successen behaalde de pupil van trainer-coach Anne Forsell als lid van de Zweedse estafetteploegen op de vrije slag. Zo won Jöhncke de wereldtitel op de 4x200 vrij bij de Wereldkampioenschappen zwemmen kortebaan 1999 in Hongkong, en op de 4x100 vrij bij de Wereldkampioenschappen zwemmen kortebaan 2000 in Athene.